# Леон, Санди
Са́нди Дави́д Лео́н Лопе́с (исп. Sandy David León Lopez; 13 марта 1989, Маракайбо) — венесуэльский и колумбийский бейсболист, кэтчер системы клуба Главной лиги бейсбола «Атланта Брэйвз». Победитель Мировой серии 2018 года в составе «Бостон Ред Сокс». Игрок национальной сборной Колумбии.

## Карьера
В 2007 году Леон подписал контракт с «Нэшионалс» в статусе международного свободного агента. До 2014 года он преимущественно выступал в различных командах младших лиг, входящих в систему Вашингтона. За основной состав клуба Санди провёл двенадцать игр в 2012 году, две игры в 2013 году и двадцать игр в 2014 году.
Тридцатого марта 2015 года «Нэшионалс» обменяли Леона в «Бостон Ред Сокс» на денежную компенсацию, так как травму получил один из кэтчеров команды Кристиан Васкес. Двадцатого июля руководство «Ред Сокс» выставило Санди на драфт отказов после возвращения в состав Блейка Суихарта. Тридцатого июля его перевели в AAA-лигу в состав «Потакет Ред Сокс». Сезон 2016 года Санди начал в качестве четвёртого кэтчера команды и выступал за «Потакет». Пятого июня 2016 года он был возвращён в основной состав, заменив травмированного Райана Ханигана. В регулярном чемпионате Леон сыграл в 78 матчах, отбивая с показателем 31,0 %.
В сезоне 2017 года эффективность Санди на бите резко упала — он отбивал с показателем 22,5 %, а также стал получать больше страйкаутов. При этом Леон проявил себя как один из лучших игроков в защите, надёжно играя в паре с питчером Крисом Сейлом. Их батарея провела 31 матч, в которых бьющие соперника отбивали с показателем 20,2 %. 
В сезоне 2018 года Леон был одним из трёх кэтчеров команды вместе с Кристианом Васкесом и Блейком Суихартом. Он слабее действовал на бите, отбивая с показателем 17,7 %, но подтвердил свою репутацию хорошего игрока обороны. Благодаря этому Санди занял место в основном составе в концовке чемпионата и играх плей-офф, завершившихся победой «Ред Сокс» в Мировой серии.
В 2019 году Леон сыграл в 65 матчах команды, отбивая с показателем 19,2 %. В декабре «Ред Сокс» обменяли его в «Кливленд». В составе Индианс в регулярном чемпионате 2020 года он выходил на биту 81 раз, отбивая с эффективностью 13,6 %. Зимой 2020/21 годов он играл за «Тигрес дель Лисей» в Доминиканской лиге, где в семнадцати матчах отбивал с показателем 16,0 %, выбил три хоум-рана и набрал семь RBI. В январе 2021 года Леон подписал контракт игрока младшей лиги с клубом «Майами Марлинс» и был приглашён на весенние предсезонные сборы. Двадцать первого апреля его перевели в основной состав клуба, где он заменил травмированного Хорхе Альфаро.